# Abdelwahab Doukkali
 (février 2025).
Motif : Pas une source en 18 ans.
- Archive Wikiwix
- Bing
- Cairn
- DuckDuckGo
- E. Universalis
- Gallica
- Google
- G. Books
- G. News
- G. Scholar
- Persée
- Qwant
- (zh) Baidu
- (ru) Yandex
- (wd) trouver des œuvres sur Wikidata

| 1. | Préciser le motif de la pose du bandeau. | Précisez le motif de la pose du bandeau en utilisant la syntaxe suivante : {{admissibilité à vérifier\|date=mars 2025\|motif=remplacez ce texte par le motif}}                           |
| 2. | Informer les utilisateurs concernés.     | Pensez à avertir le créateur de l'article, par exemple, en insérant le code ci-dessous sur sa page de discussion : {{subst:avertissement admissibilité à vérifier\|Abdelwahab Doukkali}} |

Abdelwahab Doukkali ou Doukali (né le 2 janvier 1941) est un chanteur et compositeur marocain.

## Biographie
Né à Fès dans une famille conservatrice de treize enfants, il y passe son enfance avant de partir à 19 ans pour Rabat. Là, il travaille quelque temps à la RTM (Radio Télévision Maroc), où ses collègues l’encouragent à poursuivre sa carrière à Casablanca. De 1959 à 1962, il s’y investit pleinement dans le théâtre et la radio, se faisant progressivement un nom dans le milieu artistique.
En 1962, il voyage en Algérie avant de connaître un certain succès en Égypte, où son talent est reconnu. Il revient au Maroc en 1965 et continue de développer son art avec passion. Pendant plusieurs décennies, il compose et interprète des chansons, aussi bien en arabe littéraire qu’en dialecte marocain, explorant des thèmes variés tels que l’amour, la société et la nostalgie.
Son travail lui vaut de nombreuses distinctions, tant au niveau régional qu’international. Son influence dépasse le monde de la musique, puisqu’il contribue également à de nombreuses bandes originales de films, marquant ainsi durablement la scène culturelle marocaine.
Parmi ses contributions notables au cinéma, on retrouve Vaincre pour Vivre (1968), un film de 105 minutes en noir et blanc, tourné en 35 mm, qui témoigne de son engagement artistique et de son influence dans le domaine audiovisuel. Son parcours, jalonné de succès et de reconnaissance, illustre la richesse de son héritage culturel.